# 渡邉和香里
渡邉 和香里（わたなべ あかり、1992年9月18日 - ）は、日本の元女子バレーボール選手。

## 来歴
東京都足立区出身。実姉の影響で小学3年よりバレーボールを始める。共栄学園高校在学中には、堀川真理、森谷史佳らとともに、2009年春の高校バレーベスト4など、共栄学園マジカルコンビバレーの司令塔として活躍。2011年4月にパイオニアレッドウィングスに入団。
ルーキーイヤーの2011/12シーズンは21試合すべてにベンチ入りし、55セット出場。2012/13シーズンの12月8日、岡山戦において正セッターの冨永こよみが負傷退場すると交代出場。翌週の皇后杯でも司令塔として、チームのベスト4進出に貢献した。
2014年5月のレッドウィングス廃部により、チャレンジリーグの仙台ベルフィーユへの移籍が発表された。
2017年6月、仙台ベルフィーユのチーム消滅に伴い、現役引退。

## 人物
- 同じく仙台ベルフィーユに所属していた渡邉愛以は実姉である。

## 所属チーム
- 足立区立千寿常東小学校（全千寿JVC）
- 共栄学園中学校・高等学校
- パイオニアレッドウィングス（2011-2014年）
- 仙台ベルフィーユ （2014-2017年）

## 個人成績
Vプレミアリーグレギュラーラウンドにおける個人成績は下記の通り。
| シーズン | 所属       | 出場 | 出場   | アタック | アタック | アタック | アタック | ブロック | ブロック | サーブ | サーブ | サーブ | サーブ | レセプション | レセプション | 総得点 | 備考 |
| -------- | ---------- | ---- | ------ | -------- | -------- | -------- | -------- | -------- | -------- | ------ | ------ | ------ | ------ | ------------ | ------------ | ------ | ---- |
| シーズン | 所属       | 試合 | セット | 打数     | 得点     | 決定率   | 効果率   | 決定     | /set     | 打数   | エース | 得点率 | 効果率 | 受数         | 成功率       | 総得点 | 備考 |
| 2011/12  | パイオニア | 21   | 55     | 0        | 0        | 0.0%     | %        | 0        | 0.00     | 93     | 3      | 3.23%  | 9.0%   | 0            | 0.0%         | 3      |      |
| 2012/13  | パイオニア | 28   | 50     | 7        | 2        | 28.6%    | %        | 5        | 0.10     | 67     | 0      | 0.00%  | 5.2%   | 0            | 0.0%         | 7      |      |
| 2013/14  | パイオニア | 1    | 0      | 0        | 0        | 0.0%     | %        | 0        | 0.00     | 0      | 0      | 0.00%  | 0.0%   | 0            | 0.0%         | 0      |      |

※仙台在籍時のデータは、チャレンジリーグの為記載せず。